# Oxofilie
Oxofilie verwijst in de scheikunde naar de neiging van bepaalde elementen of verbindingen om oxiden te vormen door hydrolyse in water of door het formeel onttrekken van zuurstof. De term wordt meestal gehanteerd voor metalen, zoals titanium, niobium en wolfraam. Oxofiele metalen worden conform de HSAB-theorie geclassificeerd als hard. Omdat oxofiele verbindingen of metalen vlot reageren met zuurstofgas uit de lucht, dienen zij meestal onder inerte atmosfeer bewaard te worden.
Oxofiel betekent letterlijk zuurstofminnend.

## Reactiviteit
Complexen van oxofiele metalen ondergaan vlot hydrolyse. Een voorbeeld is de hydrolyse van titanium(IV)chloride tot titanium(IV)oxide:
{\displaystyle \mathrm {TiCl_{4}\ +\ 2\ H_{2}O\longrightarrow \ TiO_{2}\ +\ 4\ HCl} }
Deze reactie verloopt middels een aantal intermediairen, die in sommige gevallen kunnen geïsoleerd worden. Zo is wolfraam(VI)oxytetrachloride (WOCl4) is het resultaat van een partiële hydrolyse van wolfraam(VI)chloride.
Gereduceerde metaalcomplexen reageren met zuurstofgas tot de overeenkomstige oxiden. Hierbij doet het zuurstofatoom dienst als brugvormend ligand tussen twee metaalcentra. Een voorbeeldreactie is die van titanoceenchloride met zuurstofgas:
{\displaystyle \mathrm {2\ Ti(C_{5}H_{5})_{2}Cl\ +\ O_{2}\longrightarrow \ 2\ [Ti(C_{5}H_{5})_{2}Cl]_{2}O} }

## Toepassingen
Oxofiele reagentia worden vaak toegepast bij reducties van organische verbindingen (hoofdzakelijk carbonylverbindingen en epoxiden). De McMurry-reactie maakt gebruik van de oxofilie van titanium om een keton te reduceren tot een alkeen:
{\displaystyle \mathrm {2\ R_{2}CO\ +\ Ti\longrightarrow \ R_{2}C{=}CR_{2}\ +\ TiO_{2}} }
Analoog is de werking van het Tebbe-reagens bij de omzetting van een keton tot een alfa-alkeen:
{\displaystyle \mathrm {R_{2}CO\ +\ (C_{5}H_{5})_{2}TiCH_{2}AlCl(CH_{3})_{2}\longrightarrow \ R_{2}C{=}CH_{2}\ +\ (C_{5}H_{5})_{2}TiOAlCl(CH_{3})_{2}} }
Fosforpentasulfide en het verwante Lawesson-reagens worden aangewend om ketonen om te zetten in de overeenkomstige thioketonen:
{\displaystyle \mathrm {P_{4}S_{10}\ +\ n\ R_{2}CO\longrightarrow \ P_{4}S_{10-n}O_{n}\ +\ n\ R_{2}CS} }
Bij de Luche-reductie wordt gebruikgemaakt van de oxofilie van cerium (onder de vorm van cerium(III)chloride) om selectief een keton te activeren.